# Casaforte Aragon
La casaforte Aragon  o Casa forte Arago (in francese Maison forte d'Aragon) si trova nella frazione Écharlod nel comune di La Salle, in Valdigne.

## Storia

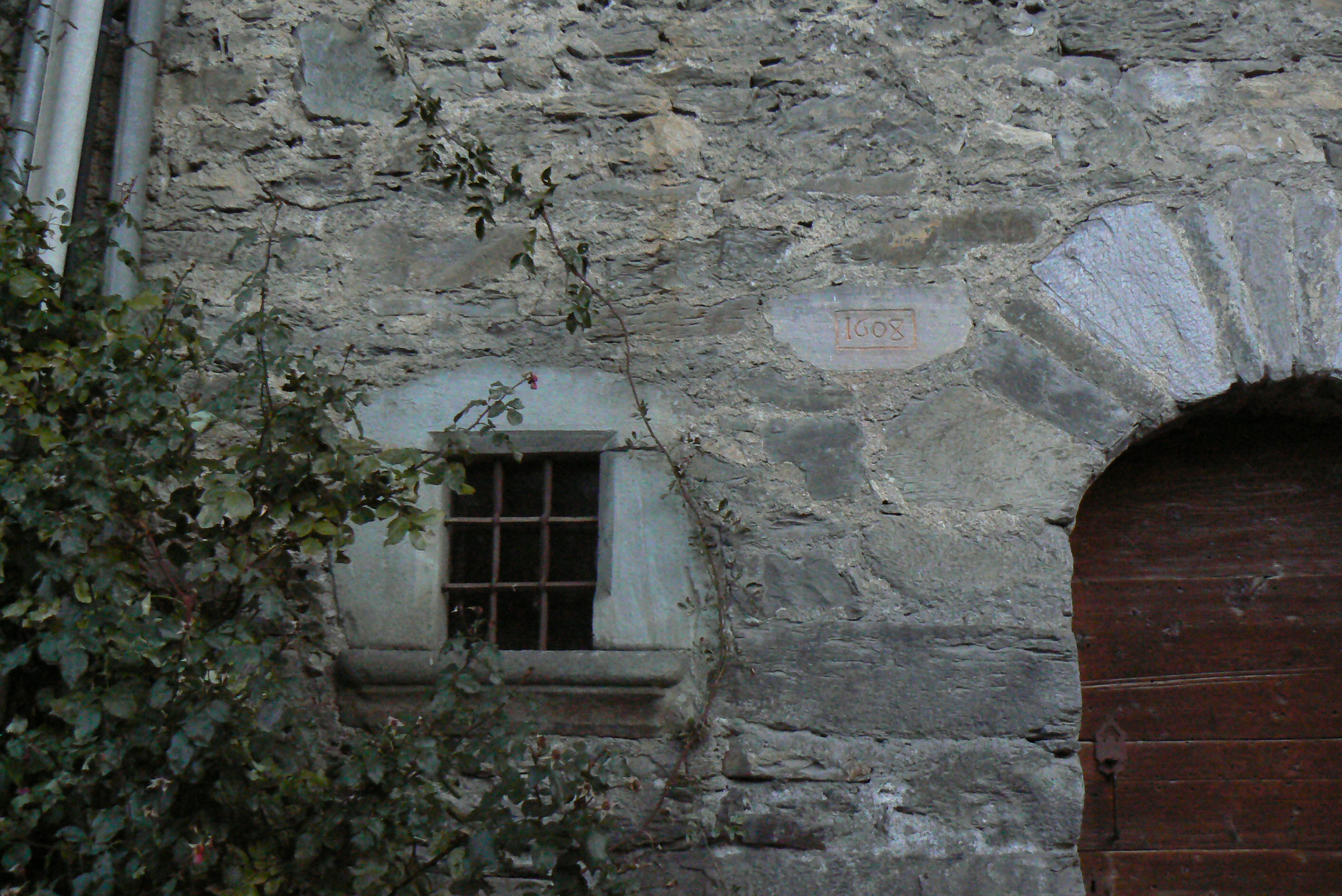
Dettaglio della porta con a sinistra la data di costruzione

Venne costruita nel 1608 come testimoniato dalla data incisa a lato della porta.
Il proprietario Philibert Aragon, perse ben cinque figli durante l'epidemia di peste del 1630 e la casata si estinse di lì a poco.

## Architettura
Secondo Carlo Nigra, l'aspetto la fa sembrare stilisticamente molto più antica di quanto sia in realtà, tanto da far dubitare che la data del 1608 incisa sulla porta sia stata scolpita molto tempo dopo la sua costruzione. Presenta ancora le larghe caditoie che ne difendono la porta, i contorni in pietra a forma di chiglia rovesciata delle sue aperture, una bella scala a chiocciola costruita in pietra coi gradini incastrati fra di loro in modo da formare la colonna centrale della scala, e altre caratteristiche da casa forte medievale.